# Henriette (Minnesota)
Pour les articles homonymes, voir Henriette.
La ville de Henriette est située dans le comté de Pine, dans l’État du Minnesota, aux États-Unis. Sa population s’élevait à 71 habitants lors du recensement de 2010, estimée à 69 habitants en 2016.

## Histoire
Henriette a été fondée sous le nom de Cornell.

## Source
- (en) Cet article est partiellement ou en totalité issu de l’article de Wikipédia en anglais intitulé « Henriette, Minnesota » (voir la liste des auteurs).

1. ↑  « Minnesota Place Names - Township and Village Information », Minnesota Historical Society (consulté le 20 avril 2011).